# 極楽蝶
極楽蝶（ごくらくちょう）は、田中宏の漫画作品に登場する架空の団体。
いずれも共通の世界観を持つ『BADBOYS』・『BADBOYS グレアー』・『女神の鬼』に登場する広島の暴走族である。

## 概要
初代「陴威窠斗（ビイスト）」総長・虎鮫金次郎のライバルである岩田章がこれに対抗する為、旗揚げした広島の暴走族。
発足当初の名前は「極楽“超”」であったが、岩田章が山野結衣に一目惚れした際に「極楽“蝶”」となる。
岩田章は引退後、警察官となり後輩達の前に度々姿を現す。
八代目総長・桐木司の時代に「陴威窠斗」「廣島Night's（ナイツ）」と並んで広島TOP3の一角を担う。
八代目解散後、九代目以降の襲名は語られておらず、詳細不明。
アゲハチョウをモチーフとしたシンボルマークを使用し、その図柄とチーム名から「ちょうちょ」と呼ばれる事がある。

## 初代 極楽蝶
岩田章が作り上げたチーム。
主な敵対チームは初代「陴威窠斗」。

### 初代メンバー
岩田 章（いわた あきら）
初代「極楽蝶」総長。
「陴威窠斗」に対して対抗意識を燃やす一方で、「陴威窠斗」初代総長・虎鮫金次郎の良き理解者でもある。
虎鮫金次郎が松尾安三に殺害された際には、単身「廣島連合」へと乗込み、松尾安三を殺害する直前まで追いつめた。その後、失意のうちに引退。
後に警察官となり、交通機動隊（白バイ隊員）に所属している。
竹本 高史（たけもと たかし）
初代極楽蝶　特攻隊長
後の八代目幹部となる岩見エイジの少年時代に影響を与える。
保坂 洋一（ほさか よういち）
初代極楽蝶 幹部
辻 真一（つじ しんいち）
初代極楽蝶 幹部　常に凶器を持ち歩いている。
吉田 清（よしだ きよし）
初代極楽蝶 幹部　スプレー攻撃が得意。

## 二代目 極楽蝶
真塚拓郎が総長に就任。

### 二代目メンバー
真塚 拓郎（まつか たくろう）
二代目極楽蝶　総長
岩田章に憧れ、チームに入る。
凶暴、かつ攻撃的な性格を松尾安三に利用され廣島連合の幹部を殺害する。
その後、松尾安三の策略により自身も殺害されてしまう。

## 三代目 極楽蝶
山野結衣が総長に就任。

### 三代目メンバー
山野 結衣（やまの ゆい）
三代目極楽蝶　総長
真塚拓郎に思いを寄せ、チームに入る。
引退後、岩田章の後を追うように警察官となる。
五代目総長佐川義の姉、佐川愛とは友人関係。

## 四代目 極楽蝶
三浦治が総長に就任。
三浦・中尾についていけないメンバー達が次々と脱退。解散となる。

### 四代目メンバー
三浦 治（みうら おさむ）
四代目極楽蝶　総長
目的の為なら手段を選ばない性格。
副総長の中尾鷹彦と共に極悪非道の限りを尽くす。
中尾 鷹彦（なかお たかひこ）
四代目極楽蝶　副総長

## 五代目 極楽蝶
総長は佐川義。中学生である佐川がチーム入りと共に勝手に総長を名乗る。その後、初代総長の岩田章と三代目総長の山野の後見を受け、正式襲名となる。
佐川を中心とするグループの仲間だけで構成されている為、チームとしての敵対組織は特にない。成立の経緯から対立する先代の四代目総長および副総長の三浦・中尾、幼少期から因縁のある五代目陴威窠斗所属メンバーの金田・近藤などが、主な敵対者となっている。ただし、CBX盗難事件に絡んで、内海以下陴威窠斗幹部メンバーに襲撃される事もあった。
友好チームは、「FREYJA（フレイヤ）」および二代目「廣島Night's」。

### 五代目メンバー
佐川 義 （さがわ よし）
極楽蝶五代目総長。通称「ギッチョ」。愛車となるCBXは、紆余曲折を経て陴威窠斗五代目総長である内海鄭司から正式に譲られた物。
総長就任期間は短く、襲名後から「鎖国島」へ渡るまでの実質数ヶ月。
藤永 晃 （ふじなが あきら）
五代目極楽蝶幹部。
平野 障一 （ひらの しょういち）
五代目極楽蝶幹部。
土居 竜也 （どい たつや）
五代目極楽蝶幹部。
五代目としては短期に活動を終了したため、後に廣島Night'sへ移籍。

## 六代目 極楽蝶
谷 健太郎が総長に就任。
主な敵対チームは六代目陴威窠斗(ビイスト)

### 六代目メンバー
谷 健太郎（たに けんたろう）
六代目極楽蝶　総長　通称：タニケン、裏社会のドン
佐川義のCBXを継承すると共に、山本浩司・平野障一などの後押しで、極楽蝶六代目総長へ半ば強引に就任。
実力はともなっていないが、"裏社会のドン"という噂だけが広まり求心力となっている。

## 七代目 極楽蝶
原辺俊昌が総長に就任。
この時代、六代目からの流れを汲み、弱小チームとして認識されている。
主な敵対チームは四代目廣島Night's

### 七代目メンバー
原辺 俊昌（はらべ としまさ）
七代目極楽蝶　総長
谷健太郎からCBXを継承する。
岩見 エイジ（いわみ えいじ）
七代目極楽蝶　幹部

## 八代目 極楽蝶
総長は桐木司。幹部の川中・岩見・中村とともに「四天王」と呼ばれる。
主な敵対チームは、陴威窠斗および廣島Night's。のちに狂連合（広島狂連合）や廣島連合（僭称・廣島連合）と抗争を繰り広げる。
当初は総勢10名の弱小チームであったが、桐木の総長就任とともに幹部の三人衆が参加し、総勢13名ながらも「広島TOP3」の一角に躍り出る。なお、一般メンバー9名は先代から継続して参加。
系列チームとして「死龍王（しりゅうおう）」「怒羅奇愉等（ドラキュラ）」を傘下に収める。

### 八代目メンバー
桐木 司 （きりき つかさ）
極楽蝶八代目総長。金持ちのボンボンであったが、家出して不良を目指し、極楽蝶と廣島Night'sとの抗争に参加。これに感銘を受けた先代総長の原辺から代目を譲られた。
歴代総長に受け継がれたCBXを先代総長の原辺から継承。その後、陴威窠斗八代目総長の段野から「伝説の単車」（Z400FX）を継承。
引退後は酒屋を経営している。
川中 陽二 （かわなか ようじ）
八代目極楽蝶幹部。
引退後はお好み焼き屋を経営している。
岩見 エイジ （いわみ えいじ）
八代目極楽蝶幹部。
元・七代目極楽蝶幹部。
引退後はバイク屋に務めている。
中村 寿雄 （なかむら ひさお）
八代目極楽蝶幹部。
元・四代目廣島Night's幹部。
引退後は花屋を経営している。